# La senda del perdedor
La senda del perdedor es una novela parcialmente autobiográfica escrita en 1982 del autor y poeta germanoestadounidense Charles Bukowski . Escrita en primera persona, la novela nos cuenta la historia de Henry Chinaski, el alter ego apenas disimulado que Bukowski usa en sus novela. En la obra los primeros veinte años del protagonista, que crece en Los Ángeles durante la Gran Depresión. El estilo de la prosa es muy directo, como suele escribir Bukowski. 
En español está editado por la editorial Anagrama.

## Argumento
La novela se centra en la vida del protagonista, Henry Chinaski, entre los años 1920 y 1941. Comienza con los primeros recuerdos de Chinaski y, a medida que avanza la historia, el lector sigue su vida a través de los años escolares hasta la universidad. Chinaski nos presenta a un padre violento y abusivo y a una madre, también víctima de su marido, que no hace nada para detenerlo. Henry no es atlético, pero quiere serlo y se esfuerza por mejorar.
A medida que Chinaski avanza en la escuela primaria, su atención se centra en los deportes, la violencia y las niñas. No consigue destacar en los deportes, en parte por los abusos de su padre y de sus compañeros de clase. Su padre, víctima de la Gran Depresión como la mayoría de la gente de su vecindario, no asume estar desempleado y finge ir a trabajar para que no piensen que es un perdedor. También obliga a Henry ir a un instituto privado donde, entre estudiantes ricos, se siente aún más fuera de lugar. Para empeorar las cosas, Chinaski desarrolla un horrible acné tan severo por todo el cuerpo que se convierte en un apestado social, lo que hace que se aísle de contacto humano. Además, tiene que someterse a tratamientos médicos dolorosos e ineficaces, convirtiéndose esencialmente en un conejillo de indias humano para varios experimentos ideados por sus médicos. El lector finalmente sigue a Chinaski a la universidad, donde su alcoholismo y su violencia marcan su vida, mientras intenta encontrar algo que merezca la pena.